# Carlos Zambrano
Carlos Augusto Zambrano Ochandarte (ur. 10 lipca 1989 w Callao) – peruwiański piłkarz, grający na pozycji środkowego obrońcy.

## Kariera piłkarska

### Kariera klubowa
Wychowanek klubu Academia Cantolao. W 2006 przeniósł się do FC Schalke 04, jednak dopiero dwa lata później został powołany do pierwszej kadry. W 2010 został wypożyczony do FC St. Pauli. 17 sierpnia 2012 podpisał kontrakt z Eintrachtem Frankfurt za około 1,5 miliona euro. 3 lipca 2016 przeniósł się do Rosji, zasilając skład Rubinu Kazań, za szacowaną opłatę w wysokości 3 milionów euro. 1 września 2017 PAOK FC wypożyczył do końca roku doświadczonego peruwiańskiego środkowego obrońcy. 30 stycznia 2018 został piłkarzem Dynama Kijów. 18 sierpnia 2018 został wypożyczony do FC Basel. 2 sierpnia 2019 wrócił do Kijowa. 31 sierpnia 2020 przeszedł do CA Boca Juniors.

### Kariera reprezentacyjna
W dorosłej reprezentacji kraju zadebiutował 26 marca 2008. Do tej pory rozegrał w niej 69 spotkania i zdobył 4 bramki.

### Statystyki kariery
| Sezon     | Klub                | Kraj   | Rozgrywki    | Mecze | Bramki |
| --------- | ------------------- | ------ | ------------ | ----- | ------ |
| 2008/2009 | FC Schalke 04       | Niemcy | Bundesliga   | 0     | 0      |
| 2009/2010 | FC Schalke 04       | Niemcy | Bundesliga   | 16    | 0      |
| 2010/2011 | FC St. Pauli        | Niemcy | 2.Bundesliga | 20    | 1      |
| 2011/2012 | FC St. Pauli        | Niemcy | 2.Bundesliga | 10    | 0      |
| 2012/2013 | Eintracht Frankfurt | Niemcy | Bundesliga   | 30    | 0      |
| 2013/14   | Eintracht Frankfurt | Niemcy | Bundesliga   | 30    | 0      |
| 2014/15   | Eintracht Frankfurt | Niemcy | Bundesliga   | 17    | 0      |
| 2015/16   | Eintracht Frankfurt | Niemcy | Bundesliga   | 24    | 0      |